# Historieta en los Países Bajos

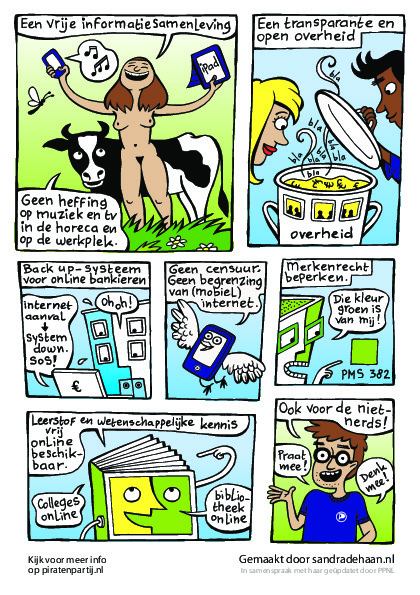
Historieta desarrollada con una sucesión de dibujos.￼Ayuda

La historieta o cómic neerlandés, también llamada muchas veces cómic holandés, se desarrolla como una sucesión de dibujos con texto al pie hasta mediados del siglo XX, experimentando en los años 70 una gran bonanza. En su lengua, recibe el nombre de strip. Su premio más importante es el Stripschapprijs, concedido desde 1974.

## Historia

### Antes de la imprenta
Se citan ejemplos de manuscritos del Medievo con secuencias de dibujos acompañados de texto e incluso globos.

### Las primeras historietas impresas (sigloXVI-1845)
Las centsprent o mannekesprent narraban vidas de santos o fábulas de Esopo.

### En la prensa de masas (1856-1940)
En 1856, H. Nijgh funda en Róterdam la revista Het Humoristisch Album donde se darán a conocer obras de Rudolf Töpffer (Monsieur Cryptogame en 1866) y de autores neerlandeses, como Jan Linse. Muchos de estos primeros historietistas (Korporaal Achilles, Jan Feith o Daniël Hoeksema) publicarán también álbumes. 
Entre los autores políticos de principios del siglo XX, hay que destacar a Albert Hahn Sr. y Jordaan, vinculados a revistas como la socialista De Notenkraker. También en un diario de esta tendencia, Voorwaarts, se publicará la serie más famosa de entreguerras: Bulletje en Boonestaak (1922-37), escrita por A.M. de Jong y dibujada por George van Raemdonck.

### Un breve resurgir (1940-1948)
La invasión alemana provocará la casi extinción de las tiras diarias, debido a la censura y la carestía de papel. En su lugar se leen los libritos de la serie policíaca Dick Bos, obra de Alfred Mazure.
Tras la guerra, triunfa la tira de prensa ideologizada, los funny animals (como el Tom Poes de Marten Toonder) y las historietas de acción de grafismo realista. Estas se caracterizan por presentar héroes de vida hogareña: Eric de Noorman de Hans G. Kresse, Kapitein Rob de Pieter Kuhn y Kick Wilstra de Henk Sprenger.
Todo ello tendrá un brusco final cuando las autoridades educativas organicen una campaña contra el medio.

### Las nuevas revistas (1952-1984)
Con el tiempo aparecen nuevas revistas semanales, como El pato Donald (1952) y sobre todo Pep (1962), la femenina Tina (1967) y Eppo (1975), que volverán a ganarse el favor de la juventud. En ellas surgirán nuevas series como Super Agente 327 (1966) de Martin Lodewijk, De Generaal (1967) de Peter de Smet, De Argonautjes (1968-1973) de Dick Matena, Franka (1974) de Henk Kuijpers, Bermudillo, el genio del hatillo (1975) de Thom Roep y Piet Wijn, Noortje (1975) de Patty Klein y Jan Steeman, Los frailocos (1976) de Peter Coolen y Uco Egmond, Storm (1978) de Don Lawrence y varios guionistas o Tristán el salteador (1983) de Peter de Wit y Hanco Kolk. En 1969 también se empezará a producir material Disney original en los Países Bajos, destacando la labor de Daan Jippes.
En 1968 se inaugura en Ámsterdam la librería Lambiek, especializada en el medio. Al mismo tiempo, surge un movimiento de cómix a través de revistas como Tante Leny Presenteert (1972) y De Vrije Balloen (1975-84), dando a conocer a autores como Evert Geradts, Peter Pontiac, Eric Schreurs y Joost Swarte. Tampoco se ignora al movimiento del cómic adulto en obras de ciencia ficción como Arman & Ilva (1969-1975) de Thé Tjong-Khing. 
Entre los humoristas gráficos, hay que destacar a Bernhard Willem Holtrop y Peter van Straaten. Hay también exitosas series de temática familiar como Jan, Jans en de Kinderen, realizada por Jan Kruis para la revista femenina Libelle desde 1970 y De Familie Doorzon, de Wim Stevenhagen y Gerrit de Jager para Jippo desde 1980.

### Los últimos años (1985-act.)
Cierran la mayoría de las revistas y se asiste a cierto declive, resaltándose el surgimiento de un movimiento independiente, muchas veces protagonizado por mujeres (Maaike Hartjes, Gerrie Hondius y Barbara Stok). Erik Kriek publica en la revista Zone 5300 su paródico Gutsman mientras que Tobias Schalken y Stefan van Dinther se editan su propia publicación, la vanguardista Eiland desde 1997.
Entre las nuevas tiras de prensa, hay que destacar Heinz (1987-2000) de René Windig y Eddie de Jong, Fokke & Sukke (1993), de Bastiaan Geleijnse, John Reidy y Jean-Marc van Tol y Sigmund (1994) de Peter de Wit.